# 森白沟林墓地
森白沟林墓地，位于中国青海省贵德县东沟乡上兰角村，为青海省市县级文物保护单位，公布日期为1987年8月6日，类型为古墓葬。
森白沟林墓地的历史年代为新石器时代。